# Кортниц
Ко́ртниц или Хо́ртница (нем. Cortnitz; в.-луж. Chortnica) — сельский населённый пункт в статусе городского района Вайсенберга, район Баутцен, федеральная земля Саксония, Германия.

## География
Находится примерно в четырёх километрах северо-западнее Вайсенберга. На юге от деревни проходит автомагистраль A4.
Соседние населённые пункты: на севере — деревня Дубрауке (Дубравка) коммуны Мальшвиц, на юго-востоке — деревня Грёдиц (Гроджишчо), на юго-западе — деревня Брисниц (Брезецы) коммуны Мальшвиц и на северо-востоке — деревня Барут (Барт) коммуны Мальшвиц.
Серболужицкий натуралист Михал Росток в своём сочинении «Ležownostne mjena» упоминает земельные наделы в окрестностях деревни под наименованиями: Winica, W Hečec dołach, W Kukačach, Na Libšec, W dubach, Na pěskowej horje, W studničkach, Na Bětli, Za chójnu, Pola poslěnich kerkow, W brězynach, W nowym haće, Pola bramborskich kamjenjow, Pola Běłeje Hory, W Rólawach, Zezady cyhlowanče, Pola fórbarka, Na Korčmach.

## История
Серболужицкое наименование происходит от слова «chort» (борзая).
Деревня имеет древнеславянскую круговую форму построения жилых дом с площадью в центре с одной въездной дорогой (в.-луж. kulowc — рундлинг). Впервые упоминается в 1407 году под наименованием «Cortenicz». С 1936 по 1994 гоад входила в состав коммуны Грёдиц. В 1994 году деревня в результате муниципальной реформы вошла в границы Вайсенберга в статусе отдельного городского района.
С 1815 по 1945 года в двух километрах севернее деревни проходила граница между Саксонией и Пруссией.
В настоящее время деревня входит в состав культурно-территориальной автономии «Лужицкая поселенческая область», на территории которой действуют законодательные акты земель Саксонии и Бранденбурга, содействующие сохранению лужицких языков и культуры лужичан.
Исторические немецкие наименования:
- Cortenicz, 1407
- Korttenicz, 1490
- Kortnitz, 1545
- Kortennitz, 1572
- Corthnitz, 1658

## Население
Официальным языком в населённом пункте, помимо немецкого, является также верхнелужицкий язык.
Согласно статистическому сочинению «Dodawki k statisticy a etnografiji łužickich Serbow» Арношта Муки в 1884 году в деревне проживало 139 жителей (из них — 137 лужичанина (99 %)).
| 1834 | 1871 | 1890 | 1910 | 1925 | 2011 | 2016 |
| ---- | ---- | ---- | ---- | ---- | ---- | ---- |
| 140  | 155  | 154  | 126  | 128  | 42   | 42   |